# Husův sbor (Brno-Královo Pole)
Husův sbor v brněnské čtvrti Královo Pole se nachází na nároží ulic Svatopluka Čecha a Charvatské. Byl postaven v roce 1925 podle projektu architekta Josefa Nováka.
O výstavbě sboru nově založené husitské církve v Brně uvažovaly náboženské obce v Králově Poli a v Tuřanech. Jako první vznikl Husův sbor v nově stavěné části Králova Pole, o jehož stavbě bylo rozhodnuto v roce 1924. Ještě téhož roku na podzim byla uspořádána architektonická soutěž a v lednu 1925 byl přijat návrh architekta Josefa Nováka. Konstruktivistická stavba vyrostla rychle (stavěla jej firma Grüm a Dejmek), ke slavnostnímu otevření Husova sboru došlo 25. října 1925, přítomni byli i patriarcha Karel Farský a olomoucký biskup Josef Rostislav Stejskal.
V nároží budovy se nachází mohutná věž se schodištěm. Sbor má dva sály, v přízemí sál divadelní, v prvním patře potom prostý bohoslužebný sál bez kněžiště pouze s oltářem, který je vyvýšen na několika stupních.
Průčelí sboru je zapsáno na seznam kulturních památek České republiky.
Tento chrám využívá ke svým bohoslužbám též brněnský církevní sbor evangelické církve augsburského vyznání. V přízemí budovy sídlí od roku 1994 bezbariérové divadlo Barka.